# Без милост (2000)
Без милост (на английски: No Mercy) е третото годишно pay-per-view събитие от поредицата Без милост, продуцирано от Световната федерация по кеч (WWF). Събитието се провежда на 22 октомври 2000 г. в Олбани, Ню Йорк.

## Обща информация
Основното събитие е мач без дисквалификации за Титлата на WWF. Скалата защитава титлата срещу Кърт Енгъл. Енгъл тушира Скалата след Олимпийско тръшване, за да спечели титлата. Другият основен мач е между завръщащия се Стив Остин и Рикиши.

## Резултати
| №                                         | Резултати                                                                                                | Правила                                        | Време |
| ----------------------------------------- | --- | ---------------------------------------------- | ----- |
| 1                                         | Дъдли бойз (Бъба Рей Дъдли и Дивон Дъдли) последни елиминират Право на цензура (Бул Бучанън и Кръстника) | Мач с маси                                     | 12:18 |
| 2                                         | Дяконите (Брадшоу и Фарук) и Лита срещу T & A (Албърт и Тест) и Триш Стратъс приключва без победител     | Смесен отборен мач                             | 0:00  |
| 3                                         | Крис Джерико поб. Екс Пак излизайки от клетката                                                          | Мач в Стоманена клетка                         | 10:40 |
| 4                                         | Право на цензура (Стивън Ричардс и Вал Винъс) побеждават Били Гън и Чайна                                | Отборен мач                                    | 7:10  |
| 5                                         | Рикиши срещу Ледения Стив Остин приключва без победител                                                  | Мач без дисквалификации                        | 9:21  |
| 6                                         | Уилям Ригъл (ш) поб. Мидеон                                                                              | Индивидуален мач за Европейската титла на WWF  | 6:10  |
| 7                                         | Конкистадорите (Конкистадор Дос и Конкистадор Уно) поб. Харди бойз (Мат Харди и Джеф Харди) (ш)          | Отборен мач за Световните отборни титли на WWF | 10:52 |
| 8                                         | Трите Хикса поб. Крис Беноа                                                                              | Индивидуален мач                               | 18:43 |
| 9                                         | Кърт Енгъл (със Стефани Макмеън–Хелмсли) поб. Скалата (ш)                                                | Мач без дисквалификации за Титлата на WWF      | 21:42 |
| - (ш) – указва шампиона/шампионите в мача | |                                                |       |